# أوليفر بلومه
أوليفر بلومه (بالألمانية: Oliver Blume) هو مسير أعمال ألماني، ولد في 6 يونيو 1968 في براونشفايغ في ألمانيا.

## روابط خارجية
- أوليفر بلومه على موقع مونزينجر (الألمانية)